# إدوارد دبليو. كيلوغ
إدوارد دبليو. كيلوغ (بالإنجليزية: Edward Washburn Kellogg) هو مخترع ومهندس أمريكي، ولد في 20 فبراير 1883 في فينيلاند في الولايات المتحدة، وتوفي في 29 مايو 1960.